# Jack Tilton
John Havemeyer Tilton Jr ("Jack Tilton") (Littleton, New Hampshire, 25 april 1951 – Manhattan, 6 mei 2017) was een Amerikaanse galeriehouder en kunsthandelaar die actief was in New York. 
Hij was de opvolger van Betty Parsons en speelde een belangrijke rol in de ontdekking en promotie van kunstenaars als Marlene Dumas, Kiki Smith, Francis Alÿs, Nicole Eisenman, Huang Yong Ping en Fred Holland. Ook bij Belgische kunstenaars zoals Wim Delvoye en Patrick Van Caeckenbergh stond hij aan de wieg van hun internationale doorbraak.

## Biografie

#### Opleiding
Jack Tilton werd geboren in New Hampshire, waar hij ook zijn jeugd doorbracht. Zijn vader, John Tilton Sr., had kunst gestudeerd aan de universiteit van Yale en was aanvankelijk ontwerper van kerstkaarten, maar ging later op de juridisch dienst van de stad New Hampshire werken. Zijn moeder, Marjory Seidler, was huisvrouw. Zij waren bevriend met Betty Parsons van de gelijknamige galerie.
Jack Tilton bezocht de Tilton School in Tilton in New Hampshire (geen familiebanden) en behaalde daarna in 1974 zijn bachelor  bedrijfskunde aan het Babson College in Wellesley, Massachusetts. Hij zag zijn toekomst in het bankwezen en ging cursussen volgen aan  de Graduate School of Business in New Hampshire, maar besefte al vlug dat dit niet zijn roeping was en stopte voortijdig met zijn studies.

#### Assistent Betty Parsons Gallery
In 1976 verhuisde Tilton naar Manhattan en ging solliciteren in de Betty Parsons Gallery. Hij kon er op een eerder toevallige manier starten, aanvankelijk gratis, omdat Betty Parsons dringend hulp nodig had en haar assistenten niet kwamen opdagen. Daarna kon hij aan een bescheiden loon beginnen. Hij werd al vlug assistent van Parsons en later directeur van de galerie.
Betty Parsons heeft bijzonder veel invloed gehad op Tilton. Parsons stond bekend als een onafhankelijk ingestelde kunstliefhebber, onverschillig voor trends. Zij was een opmerkelijk vooruitziende talentscout die haar kunstenaars aanmoedigde zichzelf te overtreffen, te groeien en te experimenteren. Ze vond dat kunst democratisch moest zijn. Ook Tilton zou zich later aan deze principes houden, weliswaar op zijn eigen manier.  
In 1982 trouwde Tilton met Constance "Connie" Rogers, een kunstconsulente die met grote onderscheiding was afgestudeerd aan het Radcliffe College en een masterdiploma kunstgeschiedenis had behaald aan de Columbia University. Ze kregen twee zonen.

#### Jack Tilton Gallery
Na het plotse overlijden van Betty Parsons in 1982 nam Tilton de galerie aan West Fifty-Seventh Street in Manhattan over. Hij transformeerde ze in zijn eigen galerie, die in 1983 opende als  de "Jack Tilton Gallery" (later de "Tilton Gallery").   
In de jaren negentig verhuisde de galerie naar Greene Street in SoHo. In 1999 opende hij samen met Bennet Roberts en Julie Roberts een galerie in Los Angeles onder de naam Roberts & Tilton, het latere Roberts Projects.
In 2005 verhuisde Tilton Gallery naar de huidige locatie, een herenhuis in de 76th Street in Upper East Side.
"Jonge kunstenaars tentoonstellen is geen manier om veel geld te verdienen, maar ik doe het omdat ik van kunst hou en het leuk is om jonge kunstenaars te helpen” was één van zijn uitspraken. In zijn veertigjarige carrière hield hij zich aan zijn principes toen hij zowel opkomende kunstenaars als werk van volgens hem ten onrechte verguisde kunstenaars ging tentoonstellen. Hij was een buitenbeentje in een periode waarin de galerieën steeds meer op de commerciële toer gingen en uitgroeiden tot winstgevende mega-bedrijven.
Op zijn openingstentoonstelling in 1983 pakte hij uit met vier jonge kunstenaars, de Amerikaan Joseph Nechvatal, een Schot, een Oostenrijker en een Italiaan, die met elkaar gemeen hebben dat hun werk de absolute antithese was van de grote gecommercialiseerde big-business kunst die elders was te zien. De kunstcriticus John Russell van The New York Times waardeerde Tiltons "persoonlijke en internationale smaak voor het nieuwe en onbekende, die niets met modetendensen te maken heeft."
De volgende tentoonstelling was voor de pas overleden Ruth Vollmer. In 1984 kwamen Birgit Jürgenssen, Hubert Scheibl en Minoru Kawabata aan de beurt. Later volgden solotentoonstellingen voor Ernst Caramelle en Michael Kessler.

#### Belgische kunstenaars
Tilton wijdde meerdere tentoonstellingen aan Belgische kunstenaars. De belangstelling van Tilton voor de Belgische kunst was te danken aan zijn contacten met Leo Copers, die op dat moment al een Amerikaanse agent had. In januari 1989 konden Frank van den Berghe, Raphaël Buedts, Patrick Van Caeckenbergh, Willem Cole, Richard Venlet en Wim Delvoye deelnemen aan een expositie met de titel "The Flemish, the Belgians".
Voor Wim Delvoye en Patrick van Caeckenbergh betekende dit hun internationale doorbraak. Delvoye kreeg onmiddellijk een solotentoonstelling aangeboden. Patrick van Caeckenbergh verkocht zijn werk aan Richard Tuttle. Tilton combineerde zijn missie van talentscout combineerde met de rol van kunsthandelaar. Dit blijkt uit een interview met Wim Delvoye: "Hij bezocht me in België. Ik schaamde mij een beetje voor mijn levensomstandigheden. Hij was met een ‘backer’ gekomen, Susan Hort. Susan en Michael Hort zijn nu de meest actieve verzamelaars in Amerika. In plaats van te zeggen dat ik mee mocht doen aan de tentoonstelling, vroegen ze de prijs van mijn werken. Ze kochten meteen drie of vier werken alsof het niets was! " en specifiek over Tilton: "Geld was geen taboe, verkopen was het meest vanzelfsprekende wat er bestond. Hij was wel altijd heel correct."
In juni 1989 kwamen Guillaume Bijl, Leo Copers, Jan Fabre en Panamarenko aan de beurt.
In 1995 en 1997 kreeg Francis Alÿs een solotentoonstelling, die de start was voor zijn internationale erkenning.

#### Nederlandse kunstenaars
Ook voor Nederlandse kunstenaars speelde Tilton een belangrijke rol. In 1989 kreeg Erik Andriesse een solotentoonstelling.
In 1990 kon Marlene Dumas er exposeren  in een groepstentoonstelling en  in 1991 met een solotentoonstelling. Ook in de volgende jaren kon ze er nog tentoonstellen en deze tentoonstellingen zorgden voor haar internationale doorbraak.
Later zouden ook kunstenaars als Marijke van Warmerdam(1996), Joep van Lieshout (2001), Philip Akkerman (2005), Berend Strik (2008) en Henk Peeters (2014) er een solotentoonstelling krijgen.

#### Amerikaanse kunstenaars
Verschillende kunstenaars die later bekendheid verwierven, zoals David Hammons, Glenn Ligon, Kiki Smith, Nicole Eisenman, Martha Tuttle en Fred Holland hadden hun carrière voor een groot deel aan zijn steun te danken.
Tilton Gallery, die hij runde met zijn vrouw, Connie Rogers Tilton, trad tevens op als agent van verschillende kunstenaars, zowel opkomende als gevestigde. In 2023 vertegenwoordigde ze Zachary Armstrong, February James, Egan Frantz,Tomashi Jackson, Antone Könst, John Outterbridge, Rebecca Purdum, Noah Purifoy, Abby Robinson, Berend Strik, Texas Isaiah,The Estate of Ruth Vollmer, Brenna Youngblood en Gang Zhao.

#### Chinese kunstenaars
Jack Tilton had een grote belangstelling voor de Chinese kunst. Vanaf 1996 stelde hij werk van kunstenaars als Huang Yong Ping en Zhang Peili tentoon. Zijn  interesse in China leidde eind jaren negentig en begin jaren 2000 tot tentoonstellingen voor Liu Wei, Huang Yong Ping en Xu Bing. In het kader van het  China Project, een kunstenaarsresidentie Songzhuang in Tongzhou, aan de rand van Peking. organiseerde hij in 2006 de tentoonstelling “Jiang Hu" waaraan 34 hedendaagse Chinese kunstenaars deelnamen.

#### Overlijden
In 2015 stierf Jack Tilton ten gevolge van een slepende ziekte. De galerie bleef verder werken onder leiding van zijn weduwe  Connie Rogers Tilton. In 2018 was er een grote overzichtstentoonstelling als eerbewijs aan Jack Tilton. De galerie houdt nog steeds op regelmatige basis exposities van jonge kunstenaars en overzichtstentoonstellingen.